# ФК САНД Суботица
Суботичко атлетско ногометно друштво - САНД је био југословенски фудбалски клуб из Суботице.

## Историја
Клуб је основан 1920. године. Учествовао је у Првенству Југославије 1927. као представник Суботичког подсавеза. Прво је прошао квалификације за државно првенство, где је био бољи од Хајдука из Осијека. Сезону у првенству је завршио на четвртом месту од укупно шест клубова, а био је једини клуб који је победио тадашњег првака, сплитски Хајдук, а резултат је био 5:1. Након тих добрих резултата, два најбоља играча САНД-а, Милош Белеслин и Геза Шифлиш, су добила позив за наступ у фудбалској репрезентацији Југославије на Летњим олимпијским играма 1928.
Дрвени стадион САНД-а се налазио на месту данашње Ротографике. Он је био први у држави који је имао електрично осветљење још 30-их година.
Клуб је угашен 1945. након завршетка Другог светског рата.

## САНД у првенству Југославије 1927.
| Сезона | Ранг такмичења        | Пласман | Утакмица | Победа | Нерешено | Пораза | Постигли голова | Примили голова | Гол-разлика | Бодова |
| 1927.  | Првенство Југославије | 4.      | 5        | 2      | 0        | 3      | 11              | 12             | -1          | 4      |

### Састав 1927.
Геза Шифлиш - Милош Белеслин, Алојзија Вајс (ориг. Alajos Weis), Андрија Беретка, Владислав Ердег (ориг. Ladislav Ördög), Михајло Хелд, Jован Бенце (ориг. János Bence), Имре Фишер (ориг. Imre Fischer), Милан Бецић, Јован Хорват (ориг. János Horvat), Золтан Инотај (ориг. Zoltan Inotai), Јован Дер (ориг. János Dér), Стеван Карип, Јосип Ковач, Фрања Харасти (ориг. Ferenc Haraszti).

## Бивши играчи
Играчи САНД-а који су убележили наступ у репрезентацији Југославије:
- Милош Белеслин
- Јосип Хорват
- Михаљ Кечкеш
- Геза Шифлиш